# Santiago Dittborn
Santiago Dittborn Martínez-Conde (Santiago, Chile, 30 de octubre de 1992) es un futbolista e ingeniero comercial chileno, juega de mediocampista.

## Trayectoria
Comenzó a jugar en el equipo de su colegio, el Verbo Divino, y en 2008 fue una de las figuras decisivas para ganar el campeonato de Intermedia en el torneo de la Afutcop en la final contra el San Ignacio.

### Universidad Católica
Después ingresó al equipo de la Universidad Católica y jugó en varias oportunidades en la Copa Chile 2011, convirtiendo un gol en la victoria 2-0 de su club ante Naval. En dicho torneo, la UC se coronó campeón, este fue el primer título de Dittborn y de muchos juveniles más de la UC. En este torneo Dittborn jugó 6 partidos e hizo 1 gol.
Marca su primer gol en Torneo Nacional con la UC en el Apertura 2012, haciéndolo de titular contra la Universidad de Concepción, con un preciso tiro libre para poner la igualdad en dicho partido, que termina 1-1.

### Préstamos y retiro futbolístico
Para el 2013 partió a préstamo a Cobreloa de la Primera División de Chile, donde siempre fue una alternativa para los técnicos, año en que el club tiene una destacada participación internacional, eliminando a Peñarol en Uruguay de la Copa Sudamericana.
El 2014 ficha por el Club Deportivo San Marcos de Arica y durante la temporada 2014-15 anuncia su retiro del fútbol.

### Regreso al fútbol profesional
El 2021 después de 5 años de haberse retirado y haber estudiado una carrera profesional, Santiago vuelve al fútbol fichando por Club de Deportes La Serena.

## Selección nacional
Fue internacional con la Selección de fútbol de Chile en la categoría Sub-17 en el Campeonato Sudamericano Sub-17 de 2009, realizado en Iquique, Chile.

## Estadísticas

### Clubes
| Club                                                                         | Div           | Temporada     | Liga  | Liga  | Copas nacionales(1) | Copas nacionales(1) | Torneos internacionales | Torneos internacionales | Total | Total |
| Club                                                                         | Div           | Temporada     | Part. | Goles | Part.               | Goles               | Part.                   | Goles                   | Part. | Goles |
| ---------------------------------------------------------------------------- | ------------- | ------------- | ----- | ----- | ------------------- | ------------------- | ----------------------- | ----------------------- | ----- | ----- |
| Universidad Católica · Chile                                                 | 1ª            | 2011          | 12    | 0     | 6                   | 1                   | —                       | —                       | 18    | 1     |
| Universidad Católica · Chile                                                 | 1ª            | 2012          | 6     | 1     | 4                   | 0                   | —                       | —                       | 10    | 1     |
| Cobreloa · Chile                                                             | 1ª            | 2013          | 5     | 0     | —                   | —                   | —                       | —                       | 5     | 0     |
| Cobreloa · Chile                                                             | 1ª            | 2013-14       | 5     | 0     | 2                   | 0                   | —                       | —                       | 7     | 0     |
| Cobreloa · Chile                                                             | Total club    | Total club    | 10    | 0     | 2                   | 0                   | 0                       | 0                       | 12    | 0     |
| Universidad Católica · Chile                                                 | 1ª            | 2014-15       | —     | —     | 4                   | 0                   | —                       | —                       | 4     | 0     |
| Universidad Católica · Chile                                                 | Total club    | Total club    | 18    | 1     | 14                  | 1                   | 0                       | 0                       | 32    | 2     |
| San Marcos · Chile                                                           | 1ª            | 2014-15       | 2     | 0     | —                   | —                   | —                       | —                       | 2     | 0     |
| San Marcos · Chile                                                           | Total club    | Total club    | 2     | 0     | 0                   | 0                   | 0                       | 0                       | 2     | 0     |
| La Serena · Chile                                                            | 1ª            | 2021          | 21    | 1     | —                   | —                   | —                       | —                       | 21    | 1     |
| La Serena · Chile                                                            | 1ª            | 2022          | 28    | 5     | 1                   | 0                   | —                       | —                       | 29    | 5     |
| La Serena · Chile                                                            | Total club    | Total club    | 49    | 6     | 1                   | 0                   | 0                       | 0                       | 50    | 6     |
| Ñublense · Chile                                                             | 1.ª           | 2023          | 8     | 0     | 0                   | 0                   | 4                       | 0                       | 12    | 0     |
| Ñublense · Chile                                                             | Total         | Total         | 8     | 0     | 0                   | 0                   | 4                       | 0                       | 12    | 0     |
| Audax Italiano · Chile                                                       | 1.ª           | 2024          | 11    | 1     | 0                   | 0                   | —                       | —                       | 11    | 1     |
| Audax Italiano · Chile                                                       | Total         | Total         | 11    | 1     | 0                   | 0                   | 0                       | 0                       | 11    | 1     |
| Total carrera                                                                | Total carrera | Total carrera | 98    | 8     | 17                  | 1                   | 4                       | 0                       | 119   | 9     |
| (1) Incluye datos de Copa Chile. (2) No incluye goles en partidos amistosos. |               |               |       |       |                     |                     |                         |                         |       |       |

## Palmarés

### Campeonatos nacionales
| Título     | Equipo               | País  | Año  |
| ---------- | -------------------- | ----- | ---- |
| Copa Chile | Universidad Católica | Chile | 2011 |